# شیرین بوکلی
شیرین بوکلی (انگلیسی: Shirine Boukli؛ زادهٔ ۲۴ ژانویهٔ ۱۹۹۹) جودوکار زن الجزایری‌تبار اهل فرانسه است.